# 중국계 벨기에인
중국계 벨기에인(네덜란드어: Chinese Belgen; 프랑스어: Belge d'origine chinoise; 독일어: Chinesische Belgien; 중국어: 比利時華人)은 벨기에에서 태어났거나 이주한 중국인 조상의 사람들로 구성되어 있다. 벨기에에는 이웃한 네덜란드, 독일, 프랑스에 비해 작은 화교 공동체가 있다.

## 역사
외국에서 그들의 삶을 재정립하고 싶어하는 독신 남성 선원들이 벨기에 사는 최초의 중국인들을 구성했다. 1950년대 초 홍콩 신제의 사람들이 유럽에 정착하기 시작했다. 그들은 홍콩에서의 일자리 부족과 중국 본토에서의 정치적 발전으로 인해 이주했다. 중국인들은 1960년대 말까지 도착했다.

## 인구 통계
2008년 《드모르겐》은 벨기에에 거주하는 한족의 총 수가 약 3만 명으로 추정된다고 보고했다.
2017년 벨기에에 거주하는 중국계 외국인은 12.155명이다. 이 숫자는 중화인민공화국 출신자에 한해 집계되며 귀화자에 대해서는 집계되지 않는다. 홍콩인, 대만인, 중국계 싱가포르인 등 다른 나라 출신 중국인도 포함되지 않았다.
2020년 기준으로 비디아는 벨기에에 거주하는 중국인의 수를 약 40,000명으로 추산하고 있다.

## 단체
벨기에에는 여러 중국인 단체가 있지만 정기적으로 서로 협력하지는 않는다. 그들은 때때로 중국 본토 정부가 지원하는 일부 정치적 행사와 중추절과 춘절 기간 동안 협력한다.